# Hannelore Weygand
Hannelore Weygand   (Düsseldorf, 30 d'octubre de 1924 - Düsseldorf, 18 de desembre de 2017) va ser una geneta alemanya que va competir durant la dècada de 1950.
El 1956 va prendre part en els Jocs Olímpics d'Estiu d'Estocolm, on va disputar dues proves del programa d'hípica amb el cavall Perkunos. Va guanyar la medalla de plata en la prova de doma per equips, mentre en la prova de doma individual fou novena.